# 大國神社 (盛岡市)
大國神社（だいこくじんじゃ）は岩手県盛岡市に鎮座する神社である。

## 歴史
文化７年（西暦1810年）、第10代盛岡藩主・南部 利敬（としたか）により、津志田町の総鎮守『大國堂』として創建された。
本殿の『大國大明神』額は、利敬の書と伝わっている。
境内には桃桜が植えられ、池や藤棚がつくられた。
当時の祭礼日は４月８日・９日であり、両日とも高く仮屋が設けられ、長唄・常盤津節で踊りに興じ、参詣・見物の人々が大いに集まったといわれている。
利敬は文事に造詣が深く、俳人・小野 素郷（そきょう）を別当（神主）として迎えた。
利敬公をはじめとする多くの文人が素郷を訪ねて集まったといい、当時の津志田は文芸の中心地であった。
桃の木が多く植えられたことから、神社は『桃の宮』とも呼ばれていたそうである。
明治期の歴史家・新渡戸仙岳は、中国の桃源郷『武陵桃源』に対して津志田を『杜陵桃源』と称している（この故事にちなんで、神社の朱印には桃色の「杜陵桃源」スタンプが押されている）。
『桃町』と呼ばれた津志田町には、遊郭が城下から移され、昼夜を問わず繁盛し、酒・小間物・ろうそく・油・肴・青物などの店も立ち並び、隆盛をみた。
神社には、遊女や楼主の納めた諸願成就祈願の絵画献額（絵馬）や、当社別当であり奥州俳諧四天王のひとりであった小野素郷筆の『俳諧之発句』などが奉納されている。
この内、絵画献額12枚および俳句献額３面が、遊郭で賑わった当時の面影を残す貴重な歴史資料として、昭和48年7月20日に指定有形文化財に登録された。
絵画献額のほとんどは板画に極彩色を豊かに描かれており、当時の雰囲気をよく伝えている。
また、境内には祭具、手水鉢、石灯籠などの貴重な史料も数多く残っている。
この後、遊郭が無くなってからは、修験大法院により祭祀が継続されたと伝えられている。
昭和58年4月26日に岩手県神社庁から三級社と認定された。
時代を経て移りゆく津志田を200年以上に渡って見守り続けてきた神社である。

## 文化財
盛岡市指定有形文化財
- 大国神社献額 15面（1973年7月20日指定）[1]

## 境内
境内には、素戔嗚尊を祀る八坂神社もある。